# Аникієвський (Ішимбайський район)
Ани́кієвський (рос. Аникеевский, башк. Аникеевский) — присілок у складі Ішимбайського району Башкортостану, Росія. Входить до складу Байгузінської сільської ради.
Населення — 12 осіб (2010; 18 в 2002).
Національний склад:
- росіяни — 50%
- білоруси — 39%